# L-dopa
La L-dopa, Levodopa o L-3,4-dihidroxifenilalanina és una droga psicoactiva que es troba en diferents herbes i aliments (per exemple, Mucuna pruriens (o Velvet Bean).
Aquesta és sintetitzada a partir dels següents aminoàcids essencials: L-fenilalanina, L-tirosina a nivell de cervell i del cos dels mamífers.
És el precursor de diferents neurotransmissors tals com la dopamina, noradrenalina i adrenalina, conegudes totes elles, com a catecolamines.
A més del seu paper essencial com a precursor biològic, també és utilitzada en el tractament clínic de malalties com el Parkinson o la distonia que respon a dopamina (DRD) dopamine-responsive dystonia

## Ús terapèutic
L-dopa és utilitzada per incrementar els nivells de dopamina en el tractament del parkinson i de la DRD d'ençà que es coneix que és capaç de travessar la barrera hematoencefàlica (BHE), cosa que la dopamina no pot fer.
Un cop la L-dopa ha entrat en el Sistema Nerviós Central (SNC) es transforma en dopamina gràcies a l'enzim aromàtic L-aminoàcid descarboxilasa (AADC) també conegut com a dopa-descarboxilasa (DDC).
La vitamina B6 (piridoxal fosfat) és necessària com a cofactor en aquesta reacció i molt sovint ha de ser subministrada juntament amb la L-dopa (en forma de piridoxina-B6).
A més, a part de fer-se la síntesi a nivell del SNC, la L-dopa és convertida en dopamina al Sistema Nerviós Perifèric (SNP). Aquesta propietat és la causant de molts dels efectes secundaris vistos en l'administració d'aquesta molècula.
Per evitar aquests efectes, un tractament molt ocurrent en clínica és l'administració conjunta d'inhibidors descarboxilases de la dopa perifèrica (DDCI), com per exemple, la Carbidopa (Lodosyn, Sinemet, Parcota, Stalevo…) o Benzerasines (Madopar, Prolopa) per augmentar els nivells de la L-dopa i el propòsit de prevenir la síntesi perifèrica de dopamina a partir de la L-dopa.
L'administració conjunta de L-dopa amb piridoxina (B6) sense DDCI accelera la descarboxilació perifèrica de la L-dopa fins al punt que cancel·la els efectes de l'administració de la L-dopa. Aquest fenomen que ha generat gran confusió durant anys.
A part de tot això, la L-dopa també pot ser administrada conjuntament amb un perifèric DDCI que ha sigut investigat com un potent tractament per la Síndrome de cames inquietes (SCI).
Desafortunadament, els estudis han demostrat que no hi ha proves clares que aquests símptomes es redueixin.

## Suplements dietètics
Hi ha suplements a base de plantes i herbes que contenen dosis estandarditzades de L-dopa i estan disponibles sense prescripció mèdica. La demanda d'aquests suplements s'ha vist incrementada actualment en els Estats Units i a Internet per un augment de la seva popularitat. La planta més comuna amb què es realitzen aquests suplements dietètics és la Mucuna pruriens. La Galato de epigaloca tequina (EGCG) és el seu principi actiu. Aquest s'ha trobat en la Camellia sinensis (planta del té, tant en el té negre, blanc, Oolong, Pu-erh o té verd). És suposadament un potent i natural DDCI, encara que es desconeix perquè actua a només a nivell perifèric i no també a nivell central.

## Paper biològic
La levodopa és produïda a partir de l'aminoàcid L-tirosina a través de l'enzim tirosina hidroxilasa (TH). També és el precursor de la monoamina i de neurotransmissors catecolaminèrgics tals com la dopamina, noradrenalina i epinefrina.
La dopamina es forma per la descarboxilació de la L-dopa.
La levodopa pot ser metabolitzada directament per la catecol-o-metiltransferasa (COMT) a 3-O-metildopa (3-OMD) I després a àcid vaníllic(VLA). Aquesta darrera via metabòlica no existeix en un cos sa, però esdevé important després de l'administració perifèrica de levodopa en pacients amb Parkinson o en alguns casos rars de dèficit de l'aromàtic L-aminoàcid descarboxilasa.
El prefix L es refereix a la propietat levògira, que gira en sentit oposat a les agulles del rellotge (comparada amb la dextrògira o D-dopa) 
A més, també sabem que la L-fenilalanina, la L-tirosina i L-dopa són precursors del pigment melanina. La tirosinasa és l'enzim encarregat de catalitzar aquesta reacció d'oxidació de la L-dopa a un reactiu intermedi, la dopaquinona, el qual reacciona més tard conduint-lo a la síntesi de melanina i oligòmers d'aquesta.

## Efectes secundaris
- Hipotensió arterial: especialment si les dosis administrades són massa altes
- Arrítmies: encara que aquestes són poc comunes.
- Nàusees: les quals sovint poden disminuir prenent el suplement durant els menjars (encara que la proteïna interfereix en l'absorció de drogues.)
- Hemorràgia gastrointestinal
- Produeix hipoventilació. En moltes ocasions és un efecte buscat, beneficiós, en pacients amb obstrucció de la via aéria superior.
- Pèrdua de cabell
- Desorientació i confusió
- Estats emocionals extrems: sobretot ansietat, però també una excessiva libido
- Insomni o somnis molt reals
- Al·lucinacions visuals o auditives
- Efectes en l'aprenentatge: hi ha proves que millora la memòria mentre que empitjora altres funcions més complexes.
- Somnolència i narcolèpsia
- Efectes similars a una psicosi

Encara que hi ha molts efectes secundaris associats a la L-dopa, particularment, pel que fa als psiquiàtrics, en té molts menys que altres medicaments antiparkinsoniants tals com els anticolinèrgics o receptors antagonistes de la dopamina.
Alguns dels efectes més complicats que provoca l'administració crònica de levodopa són:
- Final de Dosi: deteriorament de la funció.
- Oscil·lacions On/Off-
- Tremolor amb el moviment.
- Error en la dosi (resistència al medicament)
- Discinèsia amb dosi maxima.
- Estudis recents han demostrat que l'ús de la L-dopa, sense que això impliqui nivells adequats de precursors de serotonina, exhaureix la serotonina.
- L'ús a llarg termini de L-dopa pel Parkinson s'ha relacionat amb l'anomenada Síndrome de desregulació de dopamina.[3]

Els metges estan intentant eliminar els efectes secundaris de la levodpa limitant les dosis al màxim possible, fins que sigui absolutament necessari.

## Toxicitat
Alguns estudis científics suggereixen que té un paper citotòxic en la promoció i l'aparició dels efectes adversos associats al tractament de la L-dopa.
Tot i que la droga, en general, és segura en humans, alguns investigadors han reportat un increment en els marcadors de citotoxicitat en línies cel·lulars de feocromocitoma PC12 en rates tractades amb L-Dopa.
Altres autors han atribuït els efectes tòxics observats de L-DOPA en línies de cèl·lules neuronals de dopamina per millorar la formació de quinones a través d'auto-augment de l'oxidació i posterior mort cel·lular en cultius de cèl·lules mesoencefàliques.
Encara que la L-dopa és generalment considerada segura, certa controvèrsia envolta la seva utilització en el tractament de l'EP, tenint en compte algunes dades que indiquen un efecte perjudicial sobre el teixit neuronal intracel·lular i participa en la patogènesi de la malaltia.

## Història
El guanyador del premi nobel del 2000, un científic suec anomenat Arvid Carlsson va demostrar per primera vegada el 1950 que l'administració de levodopa en animals amb símptomes de parkinson reduïa la intensitat d'aquests.
Aquest tractament es va estendre posteriorment a la intoxicació per manganès i parkinsonisme i més tard per George Cotzias i els seus col·laboradors, qui van augmentar la dosis considerablement.
El neuròleg Oliver Sacks descriu aquest tractament recomanat per a humans amb encefalitis letàrgica en el seu llibre Despertars (hi ha una pel·lícula basada en aquest llibre)
L'any 2001, el premi Nobel de Química va estar també relacionat amb la L-dopa. El comitè Nobel va atorgar una quarta part del premi a William S. Knowles pel seu treball sobre reaccions d'hidrogenació catalitzada, l'exemple més notable de les quals va ser utilitzat per a la síntesi química de L-DOPA.

## Adhesió marina
L-dopa és un compost clau en la formació de proteïnes d'adhesió marines, com els que es troben en els musclos. Es creu que és responsable de la resistència a l'aigua i la ràpida capacitat de curació d'aquestes proteïnes.
L-dopa també es pot utilitzar per evitar incrustacions en superfícies de polímers antiincrustants en contacte amb substrats susceptibles.